# Lambrequin (héraldique)

Exemple de lambrequin

Un lambrequin est la partie en tissu du casque qui servait à l'origine à protéger la nuque ou la tête. En héraldique, les lambrequins sont souvent une extension du cimier.
Les lambrequins évoluent également avec les différents styles. Le lambrequin, qui ressemble d'abord à un manteau, est découpé en lanières (en forme d'aiguille) et muni à son extrémité de glands ou de franges. À partir du XVIe siècle, le couvre-casque n'est plus conçu que de manière ornementale, c'est-à-dire avec de nombreuses fioritures.
En règle générale - sauf exceptions - les couleurs du lambrequin du casque correspondent à celles du bouclier, le métal se trouvant le plus souvent à l'intérieur (doublure) de la coiffe du casque et la couleur à l'extérieur. Les armoiries de la famille von Bonstetten (de) constituent par exemple une exception : "argent" (métal) à l'extérieur, "noir" à l'intérieur. Dans la description des armoiries, l'extérieur est toujours mentionné en premier, suivi de l'intérieur. Le lambrequin peut également être "fendu", c'est-à-dire que le dégradé du lambrequin alterne entre la droite et la gauche, ce qui peut résulter de la fusion de plusieurs casques aux lambrequins différents en un seul casque, par exemple : "Sur un casque à pointe d'argent (voir plus bas) à parements noir-or-bleu-argent, avec à droite des parements noir-or et à gauche des parements bleu-argent, un...". Une division horizontale de la couleur de la couverture, telle qu'on la voit sur le casque central des armoiries de la Frise-Orientale, est inhabituelle du point de vue héraldique, mais peut se produire.
Souvent, le casque est surmonté d'un tortil (de), une couronne tressée avec les couleurs du casque, souvent appelée "bandeau turc". Dans l'héraldique anglaise, le casque et le lambrequin sont tous deux supprimés, seul le tortil flottant au-dessus de l'écu. Si des figures d'armoiries sont placées sur ce tortil, il devient un cimier et est utilisé comme forme et restriction particulière même sans écusson.

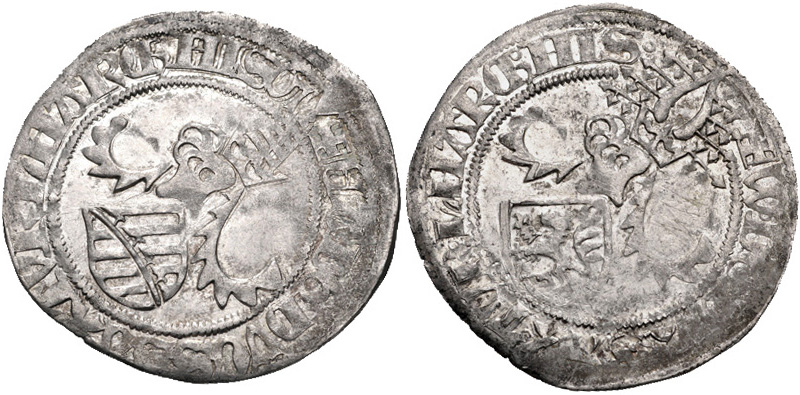
Gros de Horn (de) de 1465 de l'atelier de la Monnaie de Freiberg (de), armoiries avec lambrequins
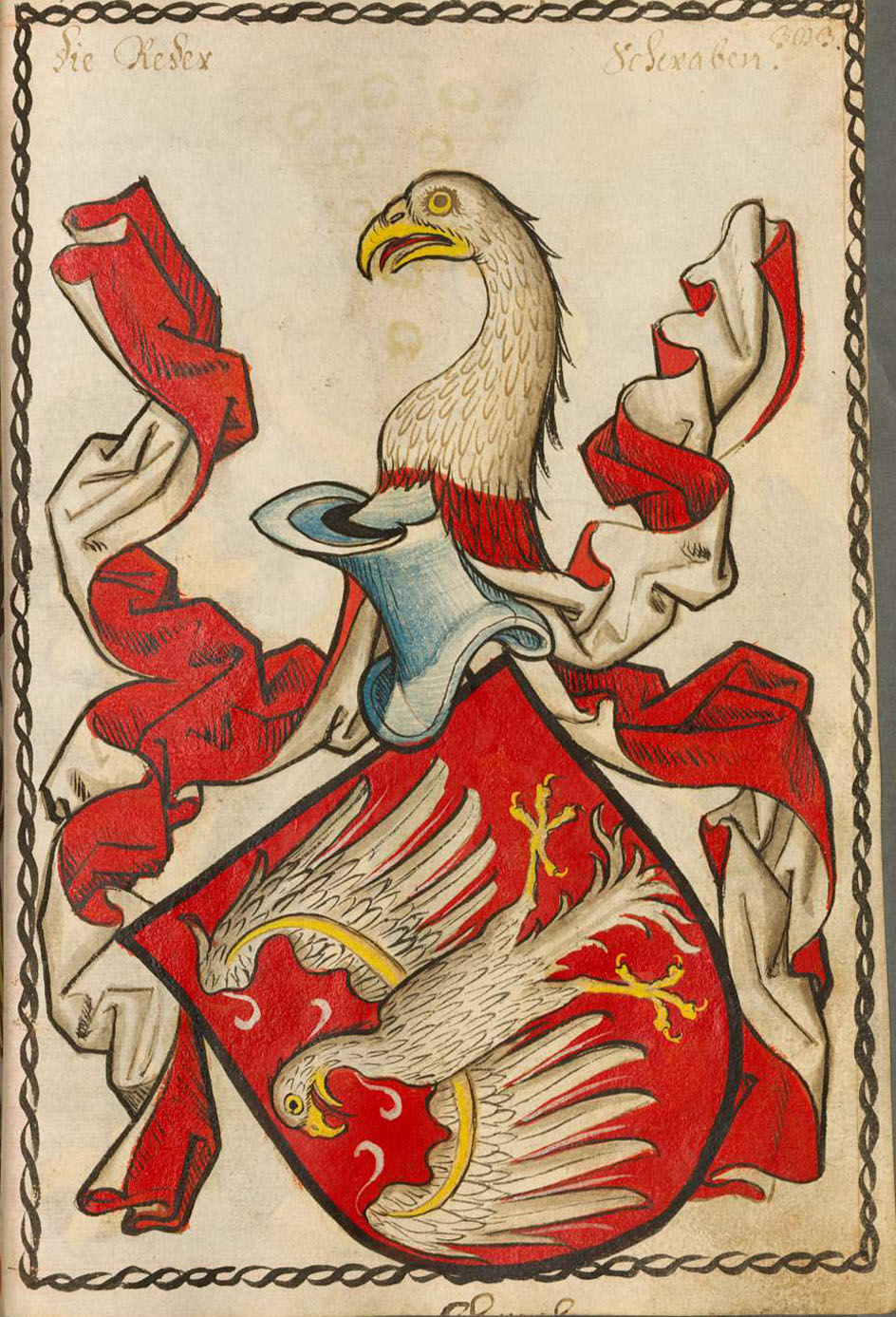
Couvre-casques sur les armoiries des Roeder von Diersburg (de) (vers 1450)
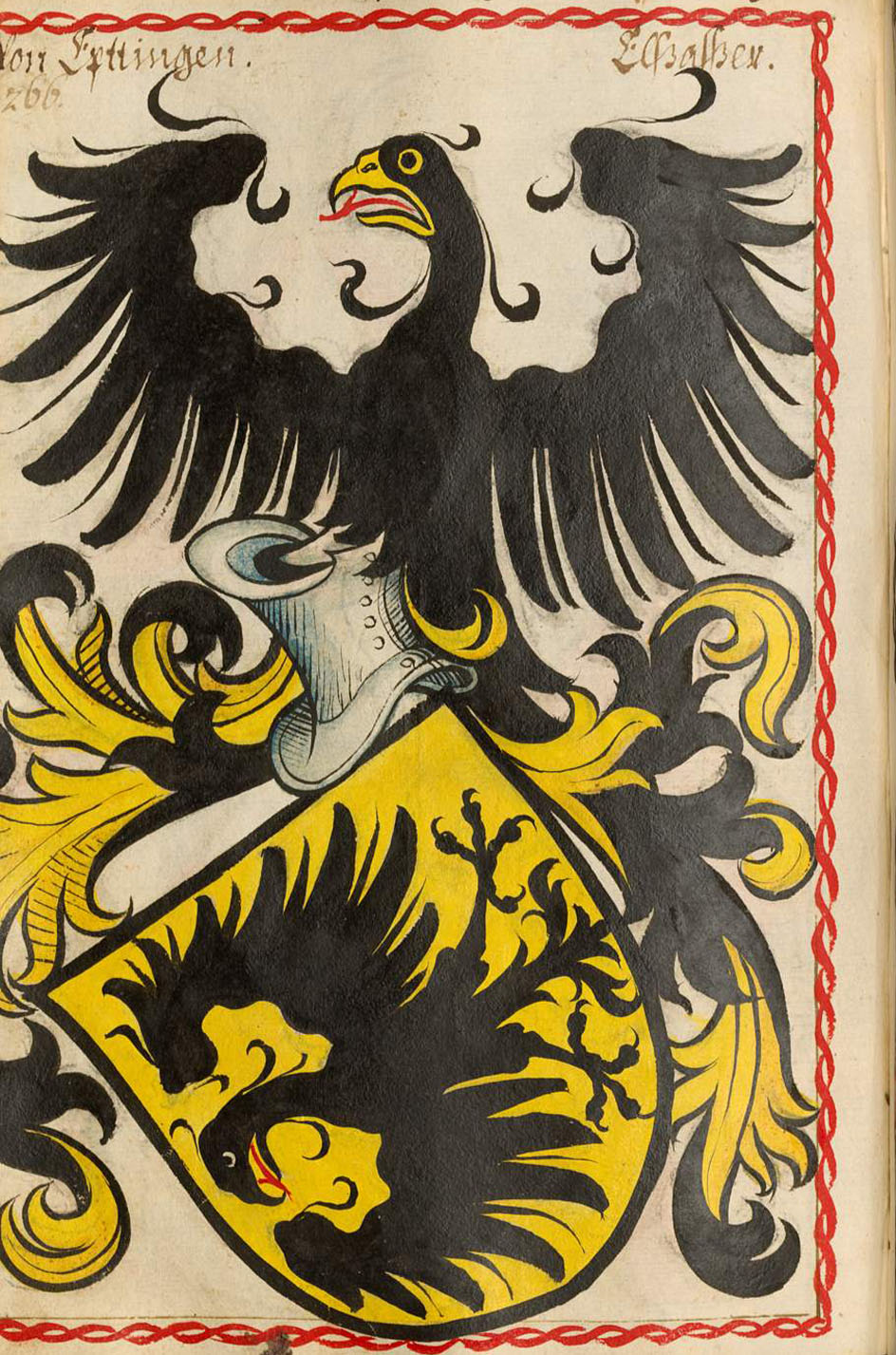
Couvre-casques sur les armoiries de la famille Eytingen (vers 1450)
Couvre-casques sur les armoiries de Bautzen (de)
Armoiries de la Frise-Orientale avec couvre-casques bleus et rouges
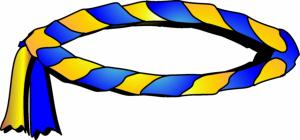
Perle de casque, également tortillon ou bonnet de Turc

Le développement du lambrequin à partir d'un bouclier central dans les armoiries hongroises de Báránd est un cas particulier.

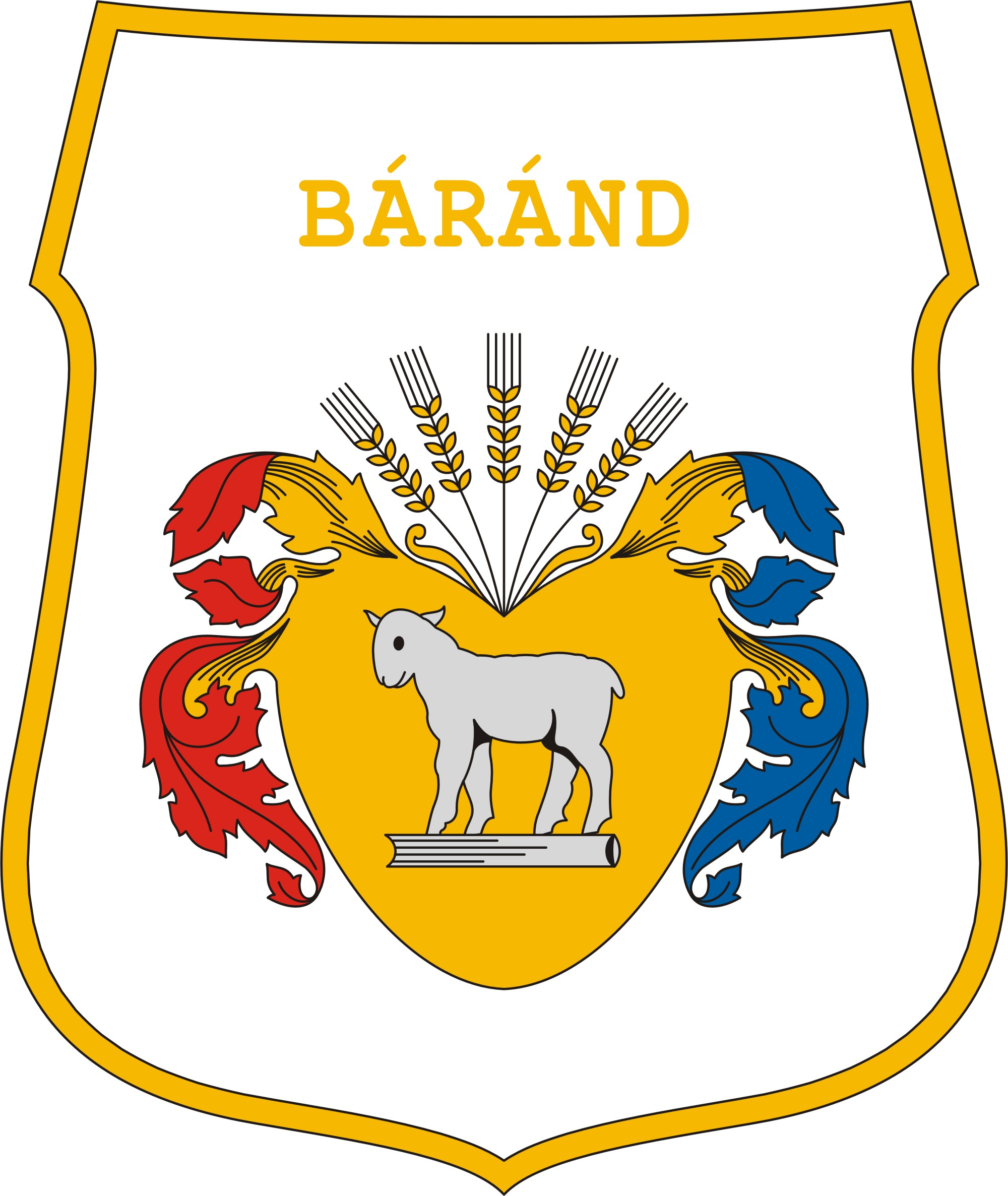
Un bouclier se fond en lambrequins